# Manoir de la Bruyère
Le manoir de la Bruyère est une demeure qui se dresse sur le territoire de la commune française d'Auvillars, dans le département du Calvados, en région Normandie.

## Localisation
Le manoir est situé au lieu-dit la Bruyère, à Auvillars, dans le département français du Calvados.

## Description
Manoir en partie du XVe siècle.

## Protection
Au titre des monuments historiques :
- les façades et toitures du manoir et du bâtiment du pressoir ; le pressoir proprement dit et son mécanisme sont inscrits par arrêté du 25 février 1974 ;
- le jardin du manoir est inscrit par arrêté du 16 juin 2008.